# San Dimas Stage Race
La San Dimas Stage Race est une course cycliste sur route par étape disputée dans les monts San Gabriel en Californie du Sud, aux États-Unis. Créée en 2000, elle s'est d'abord appelée Pomona Valley Stage Race, jusqu'en 2004.

## Palmarès

### Course masculine
| Année                    | Vainqueur           | Deuxième            | Troisième           |
| ------------------------ | ------------------- | ------------------- | ------------------- |
| Pomona Valley Stage Race |                     |                     |                     |
| 2000                     | Jamie Paolinetti    |                     |                     |
| 2001                     | Chris Walker        |                     |                     |
| 2002                     | Hilton Clarke       |                     |                     |
| 2003                     | Tom Danielson       | Christopher Horner  | Jonathan Vaughters  |
| 2004                     | Christopher Horner  | Eric Wohlberg       | Chris Wherry        |
| San Dimas Stage Race     |                     |                     |                     |
| 2005                     | Scott Moninger      | Gordon Fraser       | Karl Menzies        |
| 2006                     | Heath Blackgrove    | Christopher Baldwin | Trent Wilson        |
| 2007                     | Scott Moninger      | Philip Zajicek      | Matt Cook           |
| 2008                     | Cameron Evans       | Óscar Sevilla       | Benjamin Day        |
| 2009                     | Benjamin Day        | Phillip Gaimon      | Christopher Baldwin |
| 2010                     | Benjamin Day        | Sid Taberlay        | Paul Mach           |
| 2011                     | Benjamin Day        | Matt Cook           | Tyler Wren          |
| 2012                     | Andy Jacques-Maynes | Joseph Schmalz      | Rob Britton         |
| 2013                     | Janier Acevedo      | Matt Cooke          | Carter Jones        |
| 2014                     | Clément Chevrier    | Coulton Hartrich    | Daniel Eaton        |
| 2015                     | Emerson Oronte      | Gregory Brenes      | Timothy Rugg        |
| 2016                     | Janier Acevedo      | Brandon McNulty     | Neilson Powless     |
| 2017                     | Connor Brown        | Jordan Cheyne       | Robin Carpenter     |
| 2018                     | Cory Lockwood       | Thomas Revard       | Jordan Cheyne       |
| 2019                     | James Piccoli       | Ulises Castillo     | Sam Boardman        |

### Course féminine
| Année | Vainqueur               | Deuxième           | Troisième               |
| ----- | ----------------------- | ------------------ | ----------------------- |
| 2000  | Amber Neben             |                    |                         |
| 2001  | Carla Koehler           | Riley McAlpine     | Tamara Williamson       |
| 2002  | Christine Thorburn      | Kristin Armstrong  | Jennifer Stevens        |
| 2003  | Geneviève Jeanson       | Amber Neben        | Susan Palmer-Komar      |
| 2004  | Lyne Bessette           | Susan Palmer-Komar | Kristin Armstrong       |
| 2005  | Erinne Willock          | Kristin Armstrong  | Kimberly Baldwin        |
| 2006  | Kristin Armstrong       | Kimberly Baldwin   | Alisha Lion             |
| 2007  | Meredith Miller         | Lauren Tamayo      | Kori Seehafer           |
| 2008  | Kimberly Anderson       | Alexis Rhodes      | Mara Abbott             |
| 2009  | Ina-Yoko Teutenberg     | Mara Abbott        | Catherine Cheatley      |
| 2010  | Ina-Yoko Teutenberg     | Mara Abbott        | Evelyn Stevens          |
| 2011  | Amber Neben             | Amanda Miller      | Heather Logan-Sprenger  |
| 2012  | Kristin Armstrong       | Clara Hughes       | Joelle Numainville      |
| 2013  | Mara Abbott             | Amber Neben        | Brianna Walle           |
| 2014  | Karol-Ann Canuel        | Tayler Wiles       | Amber Neben             |
| 2015  | Amber Neben             | Brianna Walle      | Allie Dragoo            |
| 2016  | Kristin Armstrong       | Kathryn Donovan    | Jessica Cutler          |
| 2017  | Kristabel Doebel-Hickok | Marcela Prieto     | Verónica Leal           |
| 2018  | Jasmin Duehring         | Emily Marcolini    | Kristabel Doebel-Hickok |
| 2019  | Holly Breck             | Emma Grant         | Emily Georgeson         |